# Vincenzo Riccati

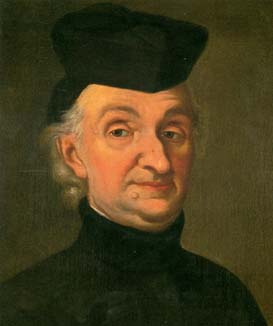
Vincenzo Riccati

Vincenzo Riccati S.J., (Castelfranco Veneto, 11 januari 1707 - Treviso, 17 januari 1775) was een Italiaans wiskundige en de tweede zoon van de beter bekende Jacopo Francesco Riccati.
Hij werd vooral bekend door zijn werk over de hyperbolische functies. Hij vervolledigde ook het werk dat zijn vader aanvatte op het gebied van integraal- en differentiaalrekening met de nadruk op het oplossen van differentiaalvergelijkingen, waaronder de differentiaalvergelijking van Riccati.

## Biografie
Vincenzo kreeg zijn opvoeding bij de Jezuïeten in het College van San Francesco Saverio te Bologna en trad tot deze orde toe in september 1726. In 1728 onderwees hij al literatuur aan het Jezuïetencollege van Piacenza. In 1729 verhuisde hij naar Padua en in 1734 naar Parma om er les te geven. Na een theologiestudie in Vaticaanstad belandde hij uiteindelijk in Bologna om er vanaf 1739 en voor een periode van 30 jaar wiskunde te onderwijzen aan het College van San Francesco Saverio. Hij verbleef in Bologna tot 1773, toen de orde der Jezuïeten er verboden werd, en keerde toen terug naar Treviso, waar zijn vader gestorven was. 

## Wiskundig werk

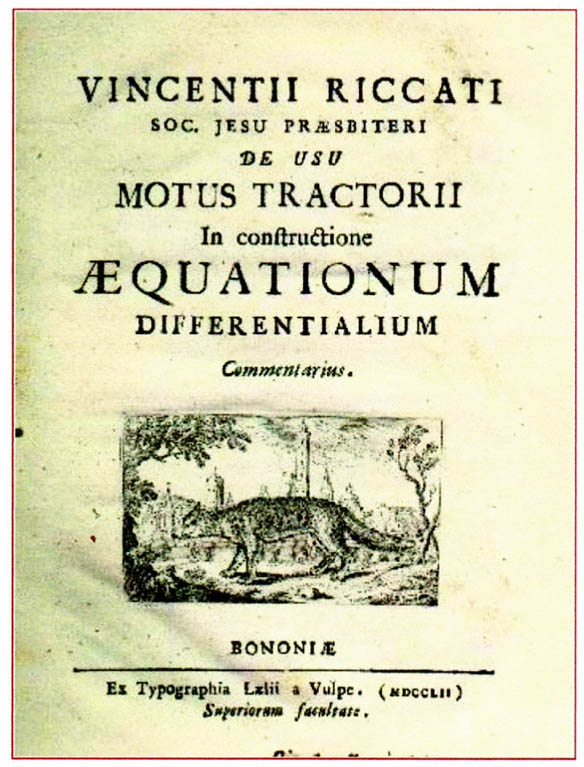
Titelblad van De usu (1757)

Vincenzo Riccati verwierf vooral faam door zijn ontdekking en toepassingen van de hyperbolische functies. Hij gebruikte deze functies onder andere voor het oplossen van derdegraadsvergelijkingen. Hij vond de standaardformules voor de 
som van hyperbolische functies, hun afgeleiden en hun relatie tot de exponentiële functie.
In 1757 publiceerde hij een werk van 72 pagina's onder de titel De usu motus tractorii in constructione Aequationum Differentialum Commentarius, een werk waarin hij ook hulde brengt aan de Bernoullis en aan zijn vader Jacopo Riccati. De introductie van de hyperbolische functies wordt dikwijls toegeschreven aan de wiskundige Johann Lambert, maar die publiceerde zijn werk dertien jaar later in 1770.
In 1765 publiceerde Vincenzo in samenwerking met Girolamo Saladini de Institutiones Analyticae, een werk in drie delen, dat een volledig en georganiseerd overzicht geeft van de wiskundige analyse van zijn tijd. In dit werk wordt ook voor de eerste keer de uitdrukking 'trigonometrische lijnen' gebruikt om circulaire functies aan te duiden.
Tezamen met Saladini maakte Vincenzo ook een studie van de 'roos van Grandi' (een polaire vergelijking van de vorm {\displaystyle r=a\cos(n\theta )}) en van het probleem van Ibn al-Haytham, waarvoor ze een elegantere oplossing vonden dan degene die door Huygens was voorgesteld.
Vincenzo was ook een expert in de hydraulica en interesseerde zich voor de natuurkunde in het algemeen.
In 1749 publiceerde hij Dialogo, dove ne'congressi di piùgiornate delle forze vive e dell'azioni delle forze morte si tiene discorso, een debat in de vorm van een dialoog tussen drie studenten over de tegenstelling van de school van Leibniz en de Cartesiaanse school omtrent het begrip 'levende en dode kracht'.
- Bibliothèque nationale de France: cb10047006r (data)
- Catàleg d'autoritats de noms i títols de Catalunya: 981058529312906706
- Gemeinsame Normdatei: 117527432
- International Standard Name Identifier: 0000 0000 7728 8744
- Library of Congress Control Number: n82115387
- Nationale Bibliotheek van Israël: 987011371012705171
- Istituto Centrale per il Catalogo Unico: PUVV194674
- Système universitaire de documentation: 184092973
- Virtual International Authority File: 52469759
- WorldCat: E39PBJyRBjJdwk9gHpYX9dyfMP